# Tavenna
Tavenna è un comune italiano di 559 abitanti della provincia di Campobasso, in Molise.
Appartiene alla Comunità montana Trigno - Monte Mauro.

## Storia
Il toponimo di Tavenna viene citato per la prima volta nel XII secolo dal normanno Catalogus Baronum nella forma al plurale (Tavennas), ed il feudo era probabilmente all'epoca costituito da più casali sparsi nel territorio. Nelle decime dovute alla diocesi di Termoli compare nel XIII e XIV secolo con il toponimo di Tavenne.
L'abitato ebbe origine alla metà del XVI secolo dall'insediamento di popolazioni slave con le quali gli Aragonesi intendevano popolare il territorio, precedentemente disabitato.
In lingua slava il toponimo era "Tàvela", mentre nei documenti del XVII secolo è nominato come "Casale Taberna" ovvero "Casale di Tabenna".
All'origine slava della popolazione si riferisce anche l'iscrizione della chiesa parrocchiale di Santa Maria di Costantinopoli (1770-1773) che cita Illirici gens.
Alla metà del XVIII secolo dipendeva da Palata e faceva parte del Contado di Molise del Regno di Napoli.
Gli studiosi del XVIII e del XIX secolo riferiscono che la parlata slava fosse ancora utilizzata ai loro tempi e anche l'etnologo Giovenale Vegezzi Ruscalla attesta l'uso presso gli anziani all'epoca del primo censimento del Regno d'Italia nel 1861: tuttavia, a partire almeno dall'inizio del XX secolo, l'uso della lingua slava risulta definitivamente abbandonato in questo centro, a differenza di San Felice del Molise, Montemitro e Acquaviva Collecroce.
In epoca successiva il paese fu interessato dal fenomeno dell'emigrazione (Argentina, Brasile e Stati Uniti).

### Simboli
Lo stemma e il gonfalone sono stati concessi con decreto del presidente della Repubblica n. 182 del 27 dicembre 1976.
Il gonfalone è un drappo partito di giallo e di azzurro.

## Monumenti e luoghi d'interesse
- Chiesa parrocchiale di Santa Maria di Costantinopoli (iniziata nel 1770 e completata nel 1773): conserva la data di completamento in un'iscrizione. Ad una sola navata, con decorazioni a stucco, comprende quattro altari oltre all'altare maggiore (dedicati a santa Maria del Rosario, al Corpo di Cristo, a san Giovanni Evangelista e a sant'Antonio da Padova).
- Convento di San Pietro di Montelateglia: monastero benedettino sorto nell'VIII secolo con monaci probabilmente provenienti dall'abbazia di Montecassino e ricostruito nell'XI secolo, forse in seguito ad un terremoto. Ebbe importanza nel XIV secolo, ma decadde in seguito e il villaggio che vi era sorto venne distrutto dal terremoto del 1688.
- Chiesa dell'Incoronata: finita di edificare ed inaugurata nel 1707, apparteneva alla famiglia Drusco. Si conservano le tele che ornavano gli stalli del coro, statue in legno di San Vito e di San Luca e cornici barocche.
- Cappella di San Nicola: piccola chiesetta costruita tra il 1885 ed il 1901 (anno della sua inaugurazione). Dedicata a San Nicola di Bari, vi si svolge la veglia di preghiera la notte tra il 10 e 11 maggio.

## Società

### Evoluzione demografica
Abitanti censiti

## Amministrazione
Di seguito è presentata una tabella relativa alle amministrazioni che si sono succedute in questo comune.
| Periodo        | Periodo        | Primo cittadino    | Partito                          | Carica  | Note  |
| -------------- | -------------- | ------------------ | -------------------------------- | ------- | ----- |
| 2 luglio 1985  | 23 giugno 1990 | Elio Mancini       | Democrazia Cristiana             | Sindaco | [ 8 ] |
| 23 giugno 1990 | 24 aprile 1995 | Mario Soriano      | lista civica                     | Sindaco | [ 8 ] |
| 24 aprile 1995 | 14 giugno 1999 | Barbara Minelli    | Alleanza Nazionale               | Sindaco | [ 8 ] |
| 14 giugno 1999 | 14 giugno 2004 | Barbara Minelli    | lista civica                     | Sindaco | [ 8 ] |
| 14 giugno 2004 | 8 giugno 2009  | Fulvio Dei Risi    | lista civica                     | Sindaco | [ 8 ] |
| 8 giugno 2009  | 26 maggio 2014 | Leonardo Del Gesso | lista civica                     | Sindaco | [ 8 ] |
| 26 maggio 2014 | 26 maggio 2019 | Simone Spadanuda   | lista civica Tavenna nel cuore   | Sindaco | [ 8 ] |
| 27 maggio 2019 | 9 giugno 2024  | Paolo Cirulli      | lista civica Insieme per Tavenna | Sindaco | [ 8 ] |
| 9 giugno 2024  | in carica      | Paolo Cirulli      | lista civica Insieme per Tavenna | Sindaco | [ 8 ] |

### Dati di archivio
- Memorie di monsignor Tomaso Giannelli (vescovo di Termoli dal 1753 al 1768).
- Memorie di don Francesco Iurescia (parroco dal 1901 al 1950).
- Tavenna dalle origini alla grande guerra, Antonio Crecchia 2006.
- Tavenna Ottobre 1943, Antonio Crecchia.